# بزرگی (ریاضیات)
در ریاضیات، بزرگی اندازه یک شیء ریاضی است، یک ویژگی که تعیین می‌کند این شی بزرگتر یا کوچک‌تر از سایر اشیاء از همان نوع است. به‌طور رسمی‌تر، بزرگی یک شیء نتیجه نمایش داده شده از ترتیب‌بندی (یا رتبه‌بندی) رده اشیایی است که به آن تعلق دارد.

## تاریخ
یونانیان بین چندین نوع بزرگی تمایز قائل بودند، از جمله:
- کسرهای مثبت
- پاره‌خط‌ها (مرتب با طول)
- شکل‌های صفحه (مرتب با مساحت)
- جامدات (مرتب با حجم)
- زاویه‌ها (مرتب با اندازه زاویه‌ای)

آنها ثابت کردند که دو مورد اول نمی‌توانند یک‌سان باشند یا حتی سیستم‌های یک‌ریختی از بزرگی دارند. آنها بزرگی منفی را معنادار نمی‌دانستند، و بزرگی هنوز هم بیشتر در متن‌هایی که در آن صفر، کوچک‌ترین اندازه یا کمتر از تمام اندازه‌ها ممکن است، استفاده می‌شود.

## عددها
بزرگی هر عدد معمولاً «قدر مطلق» یا «پیمانه» نامیده می‌شود که توسط |x| نشان داده می‌شود

### اعداد حقیقی
قدر مطلق یک عدد حقیقی r توسط این تعریف شده‌است:
{\displaystyle \left|r\right|=r,{\text{ if }}r{\text{ ≥ }}0}
{\displaystyle \left|r\right|=-r,{\text{ if }}r<0.}

### اعداد مختلط
یک عدد مختلط z ممکن است به عنوان موقعیت یک نقطه P در یک فضای ۲ بعدی، به نام صفحه مختلط مشاهده شود. ممکن است قدر مطلق یا پیمانه Z را به عنوان فاصله P از مبدأ آن فضا تصور کنیم. فرمول قدر مطلق z = a + bi مشابه با نرم اقلیدسی یک بردار در فضای اقلیدسی ۲ بعدی است:
{\displaystyle \left|z\right|={\sqrt {a^{2}+b^{2}}}}
که در آن اعداد واقعی a و b به ترتیب قسمت حقیقی و قسمت موهومی z هستند. روش دیگر، اندازه یک عدد مختلط z ممکن است به عنوان ریشه مربع از ضرب خودش z و مزدوج مختلط آن* Z تعریف کرد:
{\displaystyle \left|z\right|={\sqrt {zz^{*}}}={\sqrt {(a+bi)(a-bi)}}={\sqrt {a^{2}-abi+abi-b^{2}i^{2}}}={\sqrt {a^{2}+b^{2}}}}
( بیاد آوردن {\displaystyle i^{2}=-1} )

## فضاهای برداری
یک بردار اقلیدسی موقعیت یک نقطه P را در یک فضای اقلیدسی نشان می‌دهد. از نظر هندسی می‌توان آن را به عنوان یک فلش از مبدأ فضا (دُم بردار) تا آن نقطه (نوک بردار) توصیف کرد. از نظر ریاضی، یک بردار x در یک فضای اقلیدسی n بُعدی به‌صورت یک فهرست مرتب شده‌ای از n اعداد حقیقی (مختصات دکارتی P) تعریف می‌شود:                x =[x1, x2, ..., xn]. بزرگی یا طول آن معمولاً به عنوان نُرم اقلیدسی (یا طول اقلیدسی) تعریف می‌شود:
{\displaystyle \|\mathbf {x} \|:={\sqrt {x_{1}^{2}+x_{2}^{2}+\cdots +x_{n}^{2}}}.}

### فضاهای برداری نُرم‌دار
تابعی که اشیاء را به بزرگی آنها ترسیم می‌کند، یک نُرم نامیده می‌شود. فضای برداری داده شده با یک نُرم، مانند فضای اُقلیدسی، یک فضای برداری نُرم‌دار نامیده می‌شود. همه فضاهای برداری نُرم‌دار نیستند.

### فضای شبه-اقلیدوسی
در یک فضای شبه اقلیدسی، بزرگی یک بردار مقدار شکلِ درجه‌دوم برای آن بردار است.

## بزرگی‌های لگاریتمی
وقتی بزرگی را مقایسه کنیم، یک معیار لگاریتمی اغلب مورد استفاده قرار می‌گیرد. مثال‌ها شامل بلندی یک صدا (اندازه‌گیری شده در واحد دسی‌بل)، روشنایی یک ستاره و مقیاس ریشتر شدت زمین زلزله می‌شوند. این مقادیر ممکن است منفی باشند، و نمی‌توان آن‌ها را به‌طور معنادار اضافه یا کم کرد (چون رابطه آنها غیرخطی است).

## مرتبه بزرگی
مرتبه‌های بزرگی نشان‌دهنده تفاوت در مقادیر عددی، معمولاً اندازه‌گیری، با ضریب ۱۰ که تفاوت یک رقم در موقعیت نقطه اعشار را نشان می‌دهد.